# Burg Sanding
Der bereits im 13. Jahrhundert abgegangene Burg Sanding lag im Ortsteil Untersanding der heutigen Gemeinde Thalmassing im Oberpfälzer Landkreis Regensburg von Bayern. 

## Geschichte
Über die Befestigungsanlage zu Sanding wird in einem Vertrag vom 1. März 1271 zwischen dem Regensburger Bischof Leo Thundorfer und einem Hermannus miles dictus de Mannstorf berichtet. Dieser Hermannus wird darin verpflichtet, sein Hochstiftlehen in Saemting sowie eine munitio (= Befestigung), die er dort errichtet hatte, gegen Geld zurückzugeben. Zugleich musste er sich verpflichten, die Befestigung zu zerstören und nicht wieder aufzubauen und die Besitzungen sollten in Zukunft dem Bischof gehören. 
Die Burg ist demnach in die erste Hälfte des 13. Jahrhunderts zu datieren; da sie später nicht mehr erwähnt wird, dürfte sie tatsächlich geschleift worden sein. Eine Teilung von Sanding in Nydensampting und Obernsampting ist ab 1324 bezeugt; da Untersanding aber als der ältere Ortsteil gilt, ist die Anlage dort zu vermuten. Reste davon sind allerdings nicht nachgewiesen.